# Municipio de South Londonderry
El municipio de South Londonderry  (en inglés: South Londonderry Township) es un municipio ubicado en el condado de Lebanon en el estado estadounidense de Pensilvania. En el año 2000 tenía una población de 5.458 habitantes y una densidad poblacional de 87.6 personas por km².

## Geografía
El municipio de South Londonderry se encuentra ubicado en las coordenadas 40°16′00″N 76°31′59″O / 40.26667, -76.53306.

## Demografía
Según la Oficina del Censo en 2000 los ingresos medios por hogar en la localidad eran de $51,699 y los ingresos medios por familia eran $63,112. Los hombres tenían unos ingresos medios de $43,810 frente a los $29,116 para las mujeres. La renta per cápita para la localidad era de $24,296. Alrededor del 1,5% de la población estaban por debajo del umbral de pobreza.